# Juilliard School
Pour les articles homonymes, voir Juillard.
La Juilliard School (ou simplement « Juilliard ») est un conservatoire supérieur privé de musique et des arts du spectacle de New York de réputation internationale. Ses locaux sont situés au Lincoln Center, dans l'arrondissement de Manhattan. Elle accueille chaque année 800 étudiants dans ses sections musique, danse et art dramatique.

## Histoire
L'école est créée en 1905 sous le nom d'Institute of Musical Art ; elle est d'abord située à l'angle de la Cinquième Avenue et de la douzième rue. La première promotion compte 500 étudiants. En 1910, l'école déménage pour Claremont Avenue. En 1920 est créée la Juilliard Foundation en l'honneur d'Augustus D. Juilliard, Américain d'origine française issu des huguenots. La Juilliard Graduate School de la fondation fusionne avec l'Institute of Musical Art en 1926. En 1946, l'ensemble est rebaptisé « Juilliard School of Music ». L'école est alors présidée par William Schuman, le premier lauréat du Prix Pulitzer de musique. Ce dernier fonde le Quatuor Juilliard en 1946, et la section de danse en 1951.
L'école se diversifie ensuite en créant des sections danse et art dramatique. En 1969, elle déménage pour le Lincoln Center et devient la Juilliard School. En 2001, elle ouvre une section jazz,.

## Organisation
La Juilliard School est désormais organisée en trois départements : musique, art dramatique et danse. Elle possède également un programme commun avec le Barnard College de l'université Columbia.
Il existe plusieurs auditoriums et salles de spectacles, dont les plus notables sont l'Alice Tully Hall, le Peter Jay Sharp Theater, et le Paul Hall, qui offrent la possibilité d'écouter plusieurs fois par semaine (et le plus souvent en entrée libre) les concerts de grande qualité des étudiants.